# Northrop Gamma
Die Northrop Gamma war ein einmotoriges, als Tiefdecker ausgelegtes Frachtflugzeug der US-amerikanischen Northrop Aircraft Corporation aus den frühen 1930er-Jahren.

## Geschichte
Im Jahr 1928 gründete John Knudsen Northrop, der bisherige Chefkonstrukteur von Lockheed, die Avion Corporation (seit 1929 als Northrop Aircraft Corporation Teil der United Aircraft Corporation) in Burbank, Kalifornien. In Anlehnung an die von ihm zusammen mit Jerry Vultee entwickelte Lockheed Sirius entwarf er 1930 die in vielen Einzelheiten verbesserte und als Ganzmetallflugzeug ausgelegte Northrop Alpha, aus der dann die Northrop Gamma entwickelt wurde. Der Erstflug des Prototyps fand 1932 statt.

## Konstruktion
Der Rumpf des freitragenden Tiefdeckers war in Halbschalenbauweise konstruiert. Das Flugzeug verfügte über ein starres Spornradfahrwerk.
Als Antrieb diente ein Sternmotor von Pratt & Whitney oder Curtiss-Wright.

## Technische Daten
| Kenngröße             | Daten                                                             |
| --------------------- | ----------------------------------------------------------------- |
| Besatzung             | 2                                                                 |
| Länge                 | 31' 2" (9,50 m)                                                   |
| Spannweite            | 47' 9 1/2" (14,57 m)                                              |
| Höhe                  | 9' (2,74 m)                                                       |
| Leermasse             | 4.100 lb (ca. 1.860 kg)                                           |
| max. Startmasse       | 7.350 lb (ca. 3.330 kg)                                           |
| Reisegeschwindigkeit  | 222 mph (ca. 360 km/h) in 16.500 ft (ca. 5.000 m)                 |
| Höchstgeschwindigkeit | 228 mph (ca. 370 km/h) in 11.000 ft (ca. 3.400 m)                 |
| Dienstgipfelhöhe      | 25.600 ft (ca. 7.800 m)                                           |
| Reichweite            | 1.760 mi (ca. 2.830 km)                                           |
| Triebwerk             | Wright Cyclone mit 750 PS (ca. 550 kW) in 11.000 ft (ca. 3.400 m) |